# 聖護院

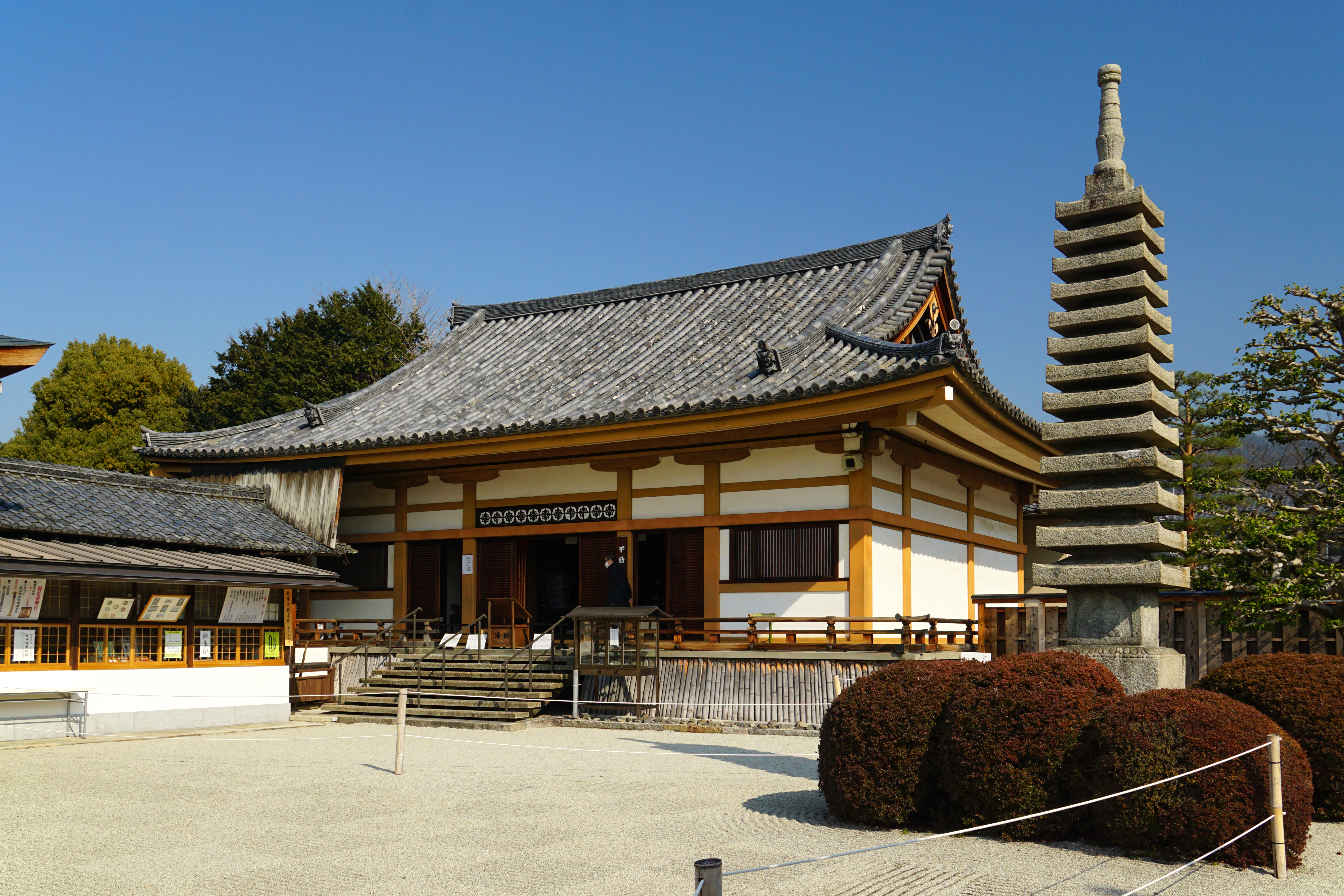
本堂

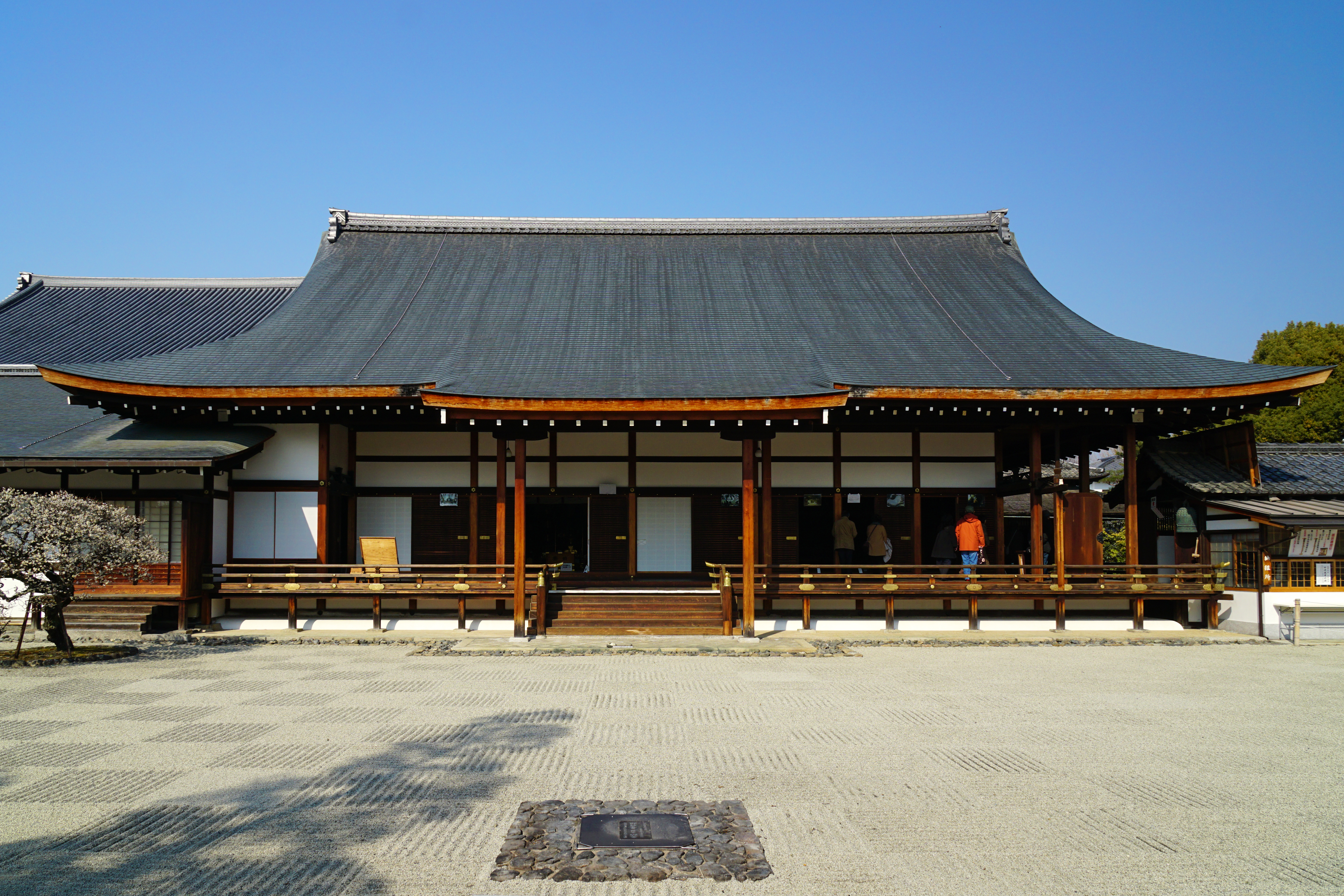
宸殿

聖護院（しょうごいん）は、京都市左京区聖護院中町にある本山修験宗の総本山の寺院。山号はなし。本尊は不動明王。開山は増誉。聖護院門跡（ しょうごいんもんぜき）とも称する。錦林府とも称された。かつては天台宗寺門派（天台寺門宗）三門跡の一つであった。
日本の修験道における本山派の中心寺院であると共に全国の「霞」（修験者統制の地域組織）を統括する総本山である。1872年（明治5年）の修験道廃止令発布後、一時天台寺門宗に属したが、1946年（昭和21年）修験宗（のち本山修験宗）として再び独立して現在に至る。天台宗に属した後も聖護院の格は大本山であった。

## 概要
静恵法親王（後白河天皇の子）が宮門跡として入寺して以降、 代々法親王が入寺する門跡寺院として高い格式を誇った。明治まで37代を数える門主のうち、25代は皇室より、12代は摂家より門跡となった。江戸時代後期には2度仮皇居となるなど、皇室と深い関わりを持ち、現在も「聖護院旧仮皇居」として国の史跡に指定されている。宮門跡でもあり寺社勢力でもあった。
11世紀の末に現在の場所に建てられた後、4度の火災により市内を点々とし、延宝4年（1676年）に、現在の場所に戻った。
明治までは、当時西側にあった「聖護院村」から鴨川にかけて広がっていた「聖護院の森」の中に寺があったため「森御殿」とも呼ばれ、 現在も近隣の住民に「御殿」と呼ばれることがある。なお、聖護院の森は、紅葉の際の美しさから「錦林」とも呼ばれ、 現在も「錦林」の語が地名に使われている。
聖護院の南西には、「聖護院の森」の鎮守として知られる熊野神社があり、「京の熊野三山」（残り2つは熊野若王子神社、新熊野神社）のひとつとされるなど篤い信仰を受けたが、 応仁の乱で焼失した後、寛文6年（1666年）に道寛法親王によって再興された。
祇園祭の役行者山（えんのぎょうじゃやま）では聖護院が護摩焚きを始め（採燈護摩供）導師の山伏が護摩木を護摩壇に投げ入れる儀式を行う。

### 地名
左京区南部の地名である「聖護院」は本寺院に由来し、その境域は旧愛宕郡聖護院村にほぼ相当する。和菓子の聖護院八ツ橋や、京野菜の聖護院大根・聖護院かぶ・聖護院きゅうり発祥の地である。

## 歴史
当寺の開山は園城寺の僧・増誉である。増誉は師である円珍の後を継いで、師が行っていた熊野での大峰修行を行うなど修験僧として名をはせ、寛治4年（1090年）、白河上皇の熊野詣の先達（案内役）を務めた。この功により増誉は初代の熊野三山検校（熊野三山霊場の統括責任者）に任じられた他、更に都の熊野神社の近くにあり、役行者（修験道の開祖とされる伝説的人物）が創建したとされる常光寺を上皇より下賜された。
こうして増誉は新たな寺名として「聖体護持」から文字を採って聖護院と改名し、熊野神社を鎮守社とした。ただし、増誉および増智（藤原師実の子）の時代には「白河房」と呼ばれており、「聖護院」の名称が登場するのはその後を継いだ覚忠の時代である（『兵範記』保元3年10月20日条・同仁安2年4月26日条）。
増誉は、熊野三山検校として、また、本山派修験道の管領として、全国の修験者を統括した。増誉の後も、聖護院の歴代門跡が上皇の熊野御幸の先達を務めた。この間、熊野詣は徐々に隆盛となり、「伊勢へ七たび 熊野へ三たび 愛宕まいりは月まいり」といわれ、愛宕山も修験道の修行場として活況を呈した。後に熊野に屯倉を所有していた後白河上皇の皇子の静恵法親王が入寺したため、熊野との結びつきが一層深まった。
聖護院は長く皇族もしくは摂関家出身の門跡が入っていたが、後嵯峨上皇の皇子の覚助法親王が70年にわたって門跡の地位にあって園城寺長吏・鶴岡八幡宮別当・熊野三山検校を兼ね、門跡寺院としての地位を確立させた。ところが、門跡を継がせる予定であった弟子（皇族）が次々と師に先立って死去したために覚助の没後は南朝と北朝間もしくは北朝内部において門跡の地位を巡る争いが発生する、この争いは覚助法親王を継いだ覚誉法親王（花園天皇の皇子）が後光厳天皇の皇子である覚増法親王を後継者に指名したものの、その覚増法親王が明徳元年（1390年）に急死したことで聖護院は一時断絶の危機に見舞われた。
朝廷や室町幕府では聖護院の後継者選考にあたっていたが、園城寺の院家である常住院門跡で熊野三山検校を兼ねていた良瑜が自身の弟子で実の姪孫でもあった道意（二条良基の子）を推挙して認められた。この際、良瑜は熊野三山検校を道意に譲り、以降常住院に代わって聖護院が熊野三山検校の地位を務めるようになった。これによって聖護院は熊野の修験組織を束ねて、最盛期に修験道の山は120余り。全国に2万5千ヵ寺の末寺を持ったという。現在は明治初期 神仏分離令 修験廃止令により山も強制的に神社に併合、寺院も江戸幕府の令号に伴い修験道法度にて天台 真言に分け隔て純血の修験寺院は130ヵ寺まで減り慶長18年から今 平成の世迄 色濃く残る《本山派 当山派 参照（幕末 神兵隊により社殿 寺院 本尊 破壊により廃寺）。
道意の没後、年の離れた弟である満意が継承した。満意は良瑜の没後衰退した常住院を傘下に収めている。ところがその後継を巡って室町幕府が介入し、既に後継者に内定していた近衛房嗣の子・道興を排除して、足利義教の子である義観が後継者とされた。ところが、義観が突如隠居を表明して程なく没し、結局は道興が後継者とされた。応仁の乱においては火災による焼失に加え、門跡である道興が足利義視との親交から西軍への内通が疑われて美濃国へ亡命するなど困難を迎えるが、乱の終結後に赦免された道興が洛北の長谷（現・京都市左京区岩倉長谷町）に移転して再興を図った。その後は、戦国時代を通じて道興と同じ近衛家出身の門跡が継承（例外である伏見宮貞常親王の子道応も近衛政家の猶子）し、足利将軍家と諸大名とのパイプ役を務めた。
しかし、長谷の仏堂は文明19年（1487年）4月に盗賊の放火によって焼失した。
その後、豊臣秀吉の命により烏丸今出川に移転するが、江戸時代の延宝の大火で延焼してしまう。こうして延宝4年（1676年）に創建の地である現在地に再興され、現在みられる寺院の姿となった。
享保19年（1734年）11月16日、 聖護院の森にて、呉服商の井筒屋伝兵衛と、先斗町近江屋の遊女お俊との心中事件が起きた。近松半二は、この事件をまとめ、『近頃河原達引』（「お俊・伝兵衛」）という浄瑠璃作品を発表し、現在も上演されている。
天明8年（1788年）の天明の大火の際には光格天皇が宸殿に入り、ここを仮御所としている。また、安政元年（1854年）の内裏炎上に際しては孝明天皇が一時期仮宮として使用した。当時の聖護院門跡は光格天皇と同母弟の盈仁法親王であり、当院と皇室は深い関係であった。
元治元年（1864年）2月、京都守護職が当寺寺領の聖護院村に練兵場を置いた。その関係から、京都守護職・新選組に関連する京都の3か寺で結成した「京都守護職 新選組巡礼会」に加盟している。
慶応4年（1868年）1月8日に聖護院門跡雄仁法親王が還俗して聖護院宮嘉言親王となり、海軍総督等を務めた。嘉言親王の死後は異母弟で同じく聖護院に入っていた智成親王が継嗣として「聖護院宮」の宮号を継承したが、これが旧門跡との区別が判然としないとして北白川宮に改称された。嘉言・智成両親王は共に子に恵まれず、二人の兄弟であった元輪王寺門跡の能久親王が北白川宮家を継承したため、皇室に両親王の血統は残らなかった。しかし能久親王の子孫により、北白川宮家は皇籍離脱後2018年（平成30年）現在に至るまでその血筋が続いている。
1868年（明治元年）の神仏分離令に続き、1872年（明治5年）には修験道廃止令が発布されたため、天台寺門宗に所属することになったが、第二次世界大戦後の1946年（昭和21年）、修験宗を設立して天台寺門宗から独立した。
2000年（平成12年）、役行者1300年御遠忌を記念し、 数年かけて行われていた寺院の修理が終わった。

## 境内
- 本堂 - 1968年（昭和43年）に建替えた。
- 十三重石塔
- 宸殿 - 江戸時代中期建立。光格天皇が仮御所とした。
- 表玄関
- 庫裏
- 書院（重要文化財） - 江戸時代初期の建立。御所より移築した建物と伝える。
- 庭園
- 中御殿
- 北御殿
- 一夜造御学問所
- 茶室
- 御殿荘玄関
- 西門
- 長屋門
- 山門
- 積善院（凖提堂） - 塔頭。准胝観音を本尊とする。

## 文化財

### 重要文化財
- 書院
- 絹本著色熊野曼荼羅図
- 木造智証大師（円珍）坐像 - 康治2年（1143年）良成作。
- 木造不動明王立像
- 木造不動明王立像
- 光格天皇宸翰 神変大菩薩号勅書
- 後陽成院宸翰消息
- 円珍入唐求法（にっとうぐほう）目録1巻、如意輪心中心真言観1通、智証大師像造立願文（ぞうりゅうがんもん）1通（以上、智証大師像の像内納入品）
- 山城国富家殿（ふけどの）山絵図

### 国指定史跡
- 聖護院旧仮皇居

## 歴代門跡
1. 圓珍（814-891）
2. 増命（843-927）
3. 勢祐
4. 智静（945-1008）（志紀氏）
5. 最圓（988-1050）（藤原頼忠子（一説に藤原公任子））
6. 静覚（1024-1083）（藤原教通四男）
7. 増誉（1032-1116）（藤原経輔子）
8. 増智（1078-1135）（藤原師実子）
9. 覚忠（1118-1177）（藤原忠通子）
10. 静恵法親王（1164-1203）（後白河天皇皇子）
11. 圓忠（1180-1234）（近衛基通子）
12. 静忠（1190-1263）（近衛基通子）
13. 尊圓法親王（1207-1231）（後鳥羽天皇皇子）
14. 深忠（1233-1268）（九条道家子）
15. 覚恵法親王（1217-?）（順徳天皇皇子）
16. 覚助法親王（1250-1336）（後嵯峨天皇第十皇子）
17. 忠助法親王（?-1290）（後嵯峨天皇皇子）
18. 順助法親王（1279-1322）（亀山天皇皇子）
19. 尊珍法親王（1306/7-?）（亀山天皇皇子）
20. 恵助法親王（1289-1328）（伏見天皇皇子）
21. 覚誉法親王（1320-1382）（花園天皇皇子）
22. 仁誉法親王（1340-?）（恒明親王王子）
23. 聖助法親王（?-?）（後光厳天皇皇子）
24. 静尊法親王（?-?）（後醍醐天皇第四皇子）
25. 覚増法親王（1363-1390）（後光厳天皇皇子）
26. 道意（1354/58-1429）（二条良基子）
27. 満意（1376-1465）（二条良基子）
28. 道興（1430-1527）（近衛房嗣子）
29. 道應（1467-1510）（伏見宮貞常親王王子）
30. 道増（1508-1571）（近衛尚通子）
31. 道澄（1544-1608）（近衛稙家子）
32. 義観（足利義教子）
33. 興意法親王（1576-1620）（誠仁親王皇子）
34. 道晃法親王（1612-1679）（後陽成天皇第十一皇子）
35. 道寛法親王（1647-1676）（後水尾天皇第十三皇子）
36. 道祐入道親王（1670-1690）（後西天皇第七皇子）
37. 道尊法親王（1675-1705）（後西天皇第九皇子）
38. 道承入道親王（1695-1714）（伏見宮邦永親王第一王子）
39. 忠誉入道親王（1722-1788）（中御門天皇第三皇子）
40. 増賞入道親王（1734-1770）（有栖川宮職仁親王王子）
41. 盈仁法親王（1772-1830）（閑院宮典仁親王第七王子・光格天皇同母弟）
42. 萬寿宮（1820-1831）（伏見宮貞敬親王王子）
43. 雄仁法親王（1821-1868）（伏見宮邦家親王王子）
44. 田中敬心
45. 石坐密道
46. 山科祐玉
47. 藤谷雄真
48. 富小路寛巽
49. 敬明
50. 直林敬圓
51. 樋上顕定
52. 柳田暹暻
53. 岩本恭随
54. 原敬譲
55. 岡本孝信
56. 岩本光徹
57. 伊丹光惇
58. 加來徳泉
59. 宮城泰年

## 前後の札所
近畿三十六不動尊霊場
17 曼殊院　-　18 聖護院　-　19 青蓮院
役行者霊蹟札所
神仏霊場巡拝の道
111 真正極楽寺（真如堂）　-　112 聖護院　-　113 平安神宮

## 行事
- 1月 - 茶道速水流による初釜。
- 8月 - 熊野への大峰入りのために山伏が当寺に集結し、熊野へ向かう。

## 読経
本来、修験道では、森羅万象は全て法身の顕れと考えるため、聖護院では、森羅万象を全て経典と考えるとしている。
実際には、『法華経』や『不動経』や『般若経』、『錫杖経』、『観音経』、弥陀賛、釈迦賛、諸真言、五大力、陀羅尼、修驗懺法、『大日経』、『金光明経』、『仁王経』、『金剛頂経』、『上生経』、『下生経』などを主に読むほか護国成就祈願、今上天皇の安泰安穏も祈る。天台宗の影響により、同宗の修行である止観行（法華懺法や例時作法など）祝祠 大祓 四度加行も行う。大峰入峰修行では現在は行程100キロメートルを5日間の修行であるが以前は55日行であり吉野、葛城山では裏行もあったという。修験道、開祖、役行者は大峰修行1000日の荒行も行った。
山伏護摩 以下参照
- 採燈大護摩供
- 柱源護摩法
- 柱源神秘法

むろん、聖護院門跡の本堂、不動堂の毎日の御勤めでは本尊がある正面の他に裏堂もあり、以前は裏堂を最後に勤行を行うが現在は本堂表のみであり、本堂の前に仏間、辰殿、本堂の順に毎日行う。

## 幕末の領地
国立歴史民俗博物館の『旧高旧領取調帳データベース』より算出した幕末期の聖護院領は以下の通り。（7村・1,408石余）
- 山城国愛宕郡のうち - 4村
  - 聖護院村 - 425石余
  - 田中村のうち - 14石余
  - 白川村のうち - 116石余
  - 長谷村のうち - 479石余
- 山城国乙訓郡のうち - 1村
  - 上植野村のうち - 233石余
- 山城国紀伊郡のうち - 1村
  - 吉祥院村のうち - 19石余
- 近江国滋賀郡のうち - 1村
  - 藤尾村のうち - 120石

## 末寺
近畿地方
- 積善院凖提堂（京都市左京区） 寺中塔頭・正院家
- 祥雲山 弥勒院（京都市左京区） 哲学の道
- 團學山 住心院 毘沙門堂（京都市左京区） 別格寺・正院家
- 大悲山 峰定寺（京都市左京区） 別格本山
- 神尾山 金輪寺（亀岡市）
- 明星山 三室戸寺（宇治市） 別格本山
- 最勝院（宇治市） 平等院鳳凰堂塔頭
- 箕面山 瀧安寺（箕面市） 大本山・役行者昇天地
- 紫雲山 神光寺 あびこ行者堂（大阪市住吉区）
- 護法山 喜蔵院（奈良県吉野） 別格本山
- 茅原山 吉祥草寺（奈良県御所） 大本山・役行者誕生地
- 大谷山 伽耶院（兵庫県三木市） 正院家

### 所在地
- 京都府京都市左京区聖護院中町15

## 交通アクセス
- 京阪電気鉄道鴨東線神宮丸太町駅から徒歩7分

## 周辺
- 熊野神社 - 聖護院の鎮守社。
- 須賀神社・交通神社
- 金戒光明寺
- 真正極楽寺（真如堂）
- 平安神宮、岡崎公園
- 京都大学医学部付属病院